# سيث ميريبر
كان سيث ميريبر، (بالإنجليزية: Seth Meribre). الفرعون الرابع والعشرين من الأسرة الثالثة عشرة خلال الفترة الانتقالية الثانية. ملك سيث ميريبر من ممفيس، التي تنتهي في 1749 قبل الميلاد أو 1700 قبل الميلاد. طول عهده غير معروف على وجه اليقين. يقترح عالم المصريات كيم ريهولت أنه كان ملكًا لفترة قصيرة، بالتأكيد أقل من 10 سنوات.